# エキゾチックアニマル
エキゾチックアニマル（Exotic animal）は、伴侶動物として飼育されている特殊な動物に対する呼称である。主に獣医師やペット業者の間で用いられる。
エキゾチックペットとも呼ばれる。

## 概要
エキゾチックアニマルの明確な定義はないが、主に外国から輸入され、飼育されている動物を指し、主なニュアンスは以下のようなものがある。
外国産の動物
輸入された動物、特に外来種の動物を指す場合がある。『エキゾチックアニマル』という言葉通りの意味である。ただし実際に輸入された動物であっても、犬や猫に対してこの言葉が使われることはない。
外国産の野生動物
外国産の野生動物を指す言い回しで、最も一般的な部類である。特に外国産の珍しい動物や飼育例が少ない希少な動物を指して言う場合が多い。
在来種を含めた野生動物全般
在来種であっても、エキゾチックアニマルに分類されることは多く、家畜以外の動物全般を指す場合も多い。家禽やウサギなども含め、『犬猫以外の小動物』『犬猫以外のペット』を指すことも多い。
犬猫以外の動物
輸入された外来種はもちろん、国産の外来種や輸入された在来種に対する呼称として使われることもある。これも「犬猫以外の動物」というニュアンスで、一般的な使用例である。

### どこまでが野生動物か
野生動物といっても、野生に生きている生物を採集したもの（WC）と、野生種の動物を繁殖させたもの（CB）は異なる。エキゾチックアニマルという言い回しが使われる場合には「野生種の動物」つまりは「家畜以外の動物」を指す場合が多い。
ただし愛玩動物の場合には定義が曖昧な点もあり、どこからが家畜化された生物かという統一見解はない。たとえば、色変わりや多少の形質の変化（例ヒョウモントカゲモドキやジャンガリアンハムスターなどの改良種）を野生種と見るか否かということについては、立場や考えにより見解が分かれるところである。

### 魚を含めるか否か
プロアマ問わず、観賞魚の世界ではこの言葉は殆ど使われず、魚を扱う専門家でこの言い回しを使う者は少ない。相当するものとしては、外来魚という言い回しが使われる。
獣医師の中には、観賞魚も犬猫以外のペットということでエキゾチックアニマルに含める人がいる。しかし、魚は一部の獣医師（魚病学を専攻した者など）以外には専門外で、魚は観賞魚も含め水産分野の領域とされる場合が多い。

## 近年の傾向
1990年代にブームとなり、注目された時期もある。現在でも人気が高く、需要の多い動物といえる。
「世話も簡単で、コストもスペースも要らず、騒音や悪臭もない、都会的なペット」という誤解を招く謳い文句でアピールされたこともある。犬猫禁止の物件でも飼育できる場合が多いことから、集合住宅が増えた現代の住宅事情もあって、エキゾチックアニマルの飼育者は、近年急激に増えたといわれている。
エキゾチックアニマルは人気があり、犬猫よりも手軽な種も多いことから、多くの人に歓迎され受け入れられたことは事実である。しかし、弊害や問題点も多い。

## 飼育と流通の現状

### 飼育は容易とは限らない
野生動物は周囲の環境に適応したそれぞれの生態がある。特殊な環境に生息する場合は生態にも癖が出る。また、一般的に珍しい種は流通量が少なく飼育例も少ないため、飼い方に不明な点が多い場合が間々ある。こういった珍しい動物の飼育は容易ではないが、ただ「珍しい」というだけで安易に飼育を始め、死なせてしまうケースも多く見られる。
そもそも動物を飼育するには、その動物が生存できるよう環境を整える必要がある。熱帯魚や熱帯原産の観葉植物のように、冬場は加温や寒さ除けが必要な種もいる。爬虫類などは成長に紫外線が必要不可欠なので、飼育の際は紫外線灯が必要である。
ペットとして飼われている歴史が浅く、飼育に関して不明な点が多い生物では、繁殖をさせたり、寿命を全うさせたりするどころか、長期飼育さえ困難なものもいる。栄養学的なことや感染症など、飼育のために最低限必要な情報も不明な種は多い。不明な点が多すぎるゆえ、ペットやコンパニオンアニマルとしては不適格な動物であり、基本的には飼うべきではないとする意見もある。

### 診察できる獣医師が少ない
獣医師には、エキゾチックアニマルの診察が出来ない人、診察を断る人が多い。獣医師が獣医学科で学ぶ「動物」は、牛や豚などの産業動物と、犬や猫である。エキゾチックアニマルについて学ぶ機会は殆どなく、ほとんどは卒業後、独学やエキゾチック診療を行っている動物病院への勤務によって知識を得る。小動物臨床獣医師（いわゆる街の獣医さん）を目指す人は多いが、エキゾチックアニマルのスペシャリストやそれを目指す人はごく一部である。

### 資料が少ない
獣医師に限らず、生物学を学んだ専門家の中でも、エキゾチックアニマルに詳しい専門家は少ない。趣味でエキゾチックアニマルを飼育しているとか、エキゾチックアニマルに特別な関心があるとか、何らかの理由で特別な興味がない場合、専門家でも詳しいとは限らない。エキゾチックアニマルの飼育に関する学術的な知見は、未だに乏しい。

### 安易な飼育
小型のものや安価なものが多いという特徴から、コレクション的な飼育をする人や衝動買いをする人も比較的に多いといわれている。飼育に際して特別な知識と設備が必要な種も多いし、動物とその飼育について不明な点も多いことから、決して飼育が容易なわけではないが、それにも関わらず、安易な気持ちで安易に飼育を始めてしまうケースが多い。基礎的な知識の習得や設備投資を怠った状態で飼育開始するケースも見られる。

### 合法性
日本は生きた爬虫類の輸入量で世界第2位だが、合法的な輸入の記録が一切ないにもかかわらず、国内で流通している爬虫類がいるなど、違法の可能性が指摘されている。

## 飼育と流通に関する問題
エキゾチックアニマルの飼育と流通が引き起こす「実際的な」問題やそれを懸念する声は少なくない。総理府のアンケートでは「外国産の野生動物をペットとして飼うべきではない」と答えた人が半数に上ったという結果も出ている。また、専門家の中にも批判的な意見を述べる人は多く、否定的に捉え「飼うべきではない」「流通規制を」という意見を唱える人もいる。

### 移入種による生態系と生物多様性への影響
国外から輸入された生物ならなおさらだが、国内での生物の移動においてさえ、外来種が在来の生態系に大きな影響を及ぼす例はこれまで数多く報告されている（外来種・生物多様性を参照のこと）。
この問題の対策として、法的規制を行うことが挙げられるが、全面禁止やそれに近い規制は、流通の現状や費用、愛好家や現場からの反発など、様々なことを考慮しても実現可能性がない。現状としては「特定外来生物による生態系等に係る被害の防止に関する法律」など、部分的な法的規制が施行されている。
注 - ペット由来の外来種がマスコミに取り上げられ易いものため誤解されがちであるが、ペット由来の外来種はごく一部で、牧草や農作物、緑化用植物、水産資源など実用目的で導入された種は多い。実際に広く流通している生物や、広く緑化事業や菜園に使用される生物の多くも外来種である。また、完全に趣味的な目的で導入されている生物でも、園芸植物の多くは外来種であり、移入の際のリスクはペット同様存在する。こういったペット以外の生物についても、外来生物法による取締りが行われている。

### 人獣共通感染症の問題
人獣共通感染症（ズーノーシス）とは、動物から人間に感染する事がある感染症である。エキゾチックアニマルは他のペットに比べて、動物由来感染症のリスクが高いとされている。理由は
どの感染症に、どういった経路で感染するのか、不明なことが多い。
エキゾチックアニマルは、その動物が何のキャリア（保菌者）で、どういった経路で病原体が移動しているのか不明なことが多いため、それを危険視する意見もある。特に野生採集の動物はどういった病原菌を持っているのか、どんな影響があるのか不明なため、危険度が高い。
治療法や対策にわからない点が多い。
もし動物が発病しても、治療法が未知である場合が多い。
ただし、爬虫類や両生類に関しては、人間とは体の構造も生理も違うため、共通感染症にかかるリスクは犬猫含む哺乳類より少ないのではないかという意見も存在する。
なんにせよ、身近な動物が意外な病気を媒介したケースもあるし、人間を含むどんな動物も何らかの保菌者であるため、感染症に対しては細心の注意が必要である。

### 捕獲圧
野生の生物を捕獲することにより、種の存続や個体群の存続に悪影響を及ぼすことを捕獲圧という。野生動物を捕まえる行為は、多かれ少なかれ捕獲圧を生物種に対して掛ける事になる。その点において、日本はエキゾチックアニマルを含む様々な野生動物を輸入していることから「野生動物輸入大国」と内外から揶揄されることもある。
一部の種では、愛好家と業者が野生生物を乱獲することによる影響も問題視されている。リクガメやオオトカゲなどの大型爬虫類は批判の的となり易い。爬虫類ばかりではなく、たとえば鳥類のオオハシ類もペット用の乱獲で数を減らしている。
南米では日本のカブトムシブームによる乱獲でサタンオオカブトが絶滅危惧種となっている。

## 関連作品
- エミリー・ボイト著、矢沢聖子訳『絶滅危惧種ビジネス』原書房、2018年1月26日、一章 違法ペット捜査官 17-31頁